# ねむり姫のイブ
『ねむり姫のイブ』（ねむりひめのイブ）は水沢めぐみによる少女漫画作品。また、同作品を表題とする短編集コミックス。

## 概要
水沢めぐみの3冊目のコミックスで、表題作の「ねむり姫のイブ」をはじめ、「10月の冠の少女」、「もうひとりのあ・ゆ・み」、「頬づえの午後」の全4作品が収録されている。すべて『りぼん』1985年8月号から始まる『ポニーテール白書』以前の読み切り作品。現在、このコミックスは絶版となっている。発売されたのは1985年10月で、この時、作者は大学3年生だった。なお、本コミックスに収録された4作品は、すべて作者が早稲田大学在学中に描かれている。『ポニーテール白書』の連載が始まる以前に描かれた初期作品の大部分は『5月のお茶会』『きまぐれな予感』『ねむり姫のイブ』の3冊に収録されているが、『りぼん』昭和57年（1982）9月号に発表された「2年めの風景画」（通算8作目）だけはコミックス収録が遅れ、1995年10月発行の『おしゃべりな時間割』後編に収録されている。

## 収録作品
ねむり姫のイブ
- 初出「りぼんオリジナル」昭和60年（1985）初夏の号 47枚 カラー4ページ

作者が大学3年生の時の作品。デビュー作から数えて15作目。同じ年の『りぼん』8月号から『ポニーテール白書』の連載が始まっていることから、その直前の作品ということになる。函崎朗（かんざき ろう）は、プロのミュージシャンを夢みていたが、自分を会社のあととりとしか見ない義父（亡父の親友）に反発して家を飛びだしてしまう。夢破れ、アルバイトをさがして放浪中、くたびれて眠りこけていたところを高校2年生の有沢千帆（ありさわ ちほ）に発見され、男性であるにもかかわらず「ねむり姫」というあだ名をつけられてしまう。千帆の家は喫茶店で、毎月第3土曜日には近所の子供たちを相手に人形劇を披露している。最初は千帆に反発していた朗だが、ふとしたことから、千帆もまた両親を亡くし、姉夫婦に育てられていること、人形劇は、彼女の亡き両親から受けつがれた夢であることなどを知る。
10月の冠の少女
- 初出「りぼん」昭和58年（1983）10月号 43枚

作者が大学1年生の時の作品。デビュー作から数えて10作目。大学に入ってからの作品としては、コミックス『きまぐれな予感』に収録された「雨傘ワルツ」に続く第2作。綾小路隆臣（あやのこうじ たかおみ）は、小学部から大学までエスカレーター式の男子校、聖（セント）グリーン学園の高校2年生。ふとした偶然から、すぐとなりにある女子校聖（セント）ホワイト学園の沙山未都（さやま みと）に出会い、ひと目ぼれしてしまう。ところが彼女には里見柊子（さとみ しゅうこ）という手ごわい後見役（おじゃま虫）がついていた。モテモテの未都を男子高生たちから守ることを自分の使命と心得る柊子は、隆臣と未都のデートにもしつこくつきまとい、妨害しようとする。腹をたてた隆臣は、つい柊子に怒りをぶつけてしまうが、思いがけない柊子の涙に、相手を傷つけてしまったことを反省する。
もうひとりのあ・ゆ・み
- 初出「りぼん」昭和59年（1984）7月号 39枚 カラー8ページ

作者が大学2年生の時の作品。デビュー作から数えて12作目。コミックス『きまぐれな予感』に収録された「きまぐれな予感」と「とっておきのプロローグ」の2作の間に発表されている。高校2年生の広瀬歩（ひろせ あゆみ）は、部活では卓球部に所属しているが、同時にプロのモデルの仕事もしており、ただいま人気上昇中。仕事と部活の両立に悩み、一度はモデルの仕事を断念しようとまで思いつめるが、同じ卓球部の友人（恋人）である一宮一紀（いちのみや かずき）に激励され、自分で選んだ道で一生懸命努力することを決意する。
頬づえの午後
- 初出「りぼん」昭和59年（1984）12月号 41枚 扉のみカラー

作者が大学2年生の時の作品。デビュー作から数えて14作目。庄司琴美（しょうじ ことみ）は、永井中の陸上部に所属する中学2年生。1年生の秋の区大会で優勝するほどの実力であったが、2年の春の大会の接触事故でひざを骨折し、半月板を損傷。医者から半年の間スポーツを禁止されてしまう。それ以来、琴美の放課後は、頬づえをついて陸上部の練習をながめることが日課に。タイトルの「頬づえの午後」は、これに由来する。一時は絶望的な気持ちになった琴美だが、友人の琴島（ことしま）とーる（漢字は不明）や、同じ部活の仲間たちに励まされ、徐々に立ち直って行く。陸上部をテーマにしている点は、後の『チャイム』を先取りしている。

## コミックス
- 『りぼんマスコットコミックス』No.348（集英社）。1985年10月発売。ISBN 978-4088533483。176ページ。